# Кальниця (Підляське воєводство)
Кальниця (пол. Kalnica) — село в Польщі, у гміні Бранськ Більського повіту Підляського воєводства. Населення — 195 осіб (2011).

## Історія
У 1975—1998 роках село належало до Білостоцького воєводства.

## Демографія
У 1898 році в селі проживало 12 православних.
Демографічна структура станом на 31 березня 2011 року:
|          | Загалом | Допрацездатний вік | Працездатний вік | Постпрацездатний вік |
| -------- | ------- | ------------------ | ---------------- | -------------------- |
| Чоловіки | 101     | 23                 | 56               | 22                   |
| Жінки    | 94      | 12                 | 53               | 29                   |
| Разом    | 195     | 35                 | 109              | 51                   |